# Aotepe II
Aotepe II (em egípcio: Iah-hotep) é uma provável rainha do Antigo Egito, última da XVII dinastia como possível esposa de Camés.

## Vida
Aotepe II, ao contrário de sua antecessora Aotepe I, respectivamente esposa e mãe dos faraós Tao II e Amósis I, é apenas presumida, não havendo confirmação. Originalmente, quando sua existência foi sugerida, foi colocada como esposa de Amenófis I, o sucessor de Amósis I. Em seguida, foi tida como esposa de Camés, e assim como mãe da suposta filha dele Sitecamés, cuja múmia foi achada. A mudança se deu pela inscrição "mãe do rei" presente no sarcófago de ouro encontrado em Dra Abul Naga com seu nome e que lhe foi atribuído, em contraste com outro atribuído a sua homônima. Amenófis não teve nenhum filho conhecido, tornando inviável a ela portar tal título. Outros simplesmente acham que ambos os sarcófagos pertenceram a Aotepe I e que Aotepe II simplesmente não existiu.
O sarcófago de Dra Abu Naga foi encontrado em 1858, por trabalhadores contratados pelo egiptólo Auguste Mariette. Com o diretor de escavação ausente no Cairo, o governador provincial tomou a iniciativa de abri-lo. Dentro, havia uma múmia e coleção de artefatos de ouro. A múmia foi despojada e o corpo e ataduras foram jogados fora. Os bens foram carregados num barco a vapor, destinado à corte do quediva do Egito, mas foi interceptado por Mariette. Eles incluíam jóias, um machado cerimonial inscrito feito de cobre, ouro, eletro e madeira e decorado com um grifo de estilo minoico, um punhal e bainha de ouro e três braguilhas douradas, a "medalha" usada para recompensar soldados egípcios. Vários deles tinham os nomes de Camés e Amósis gravados.

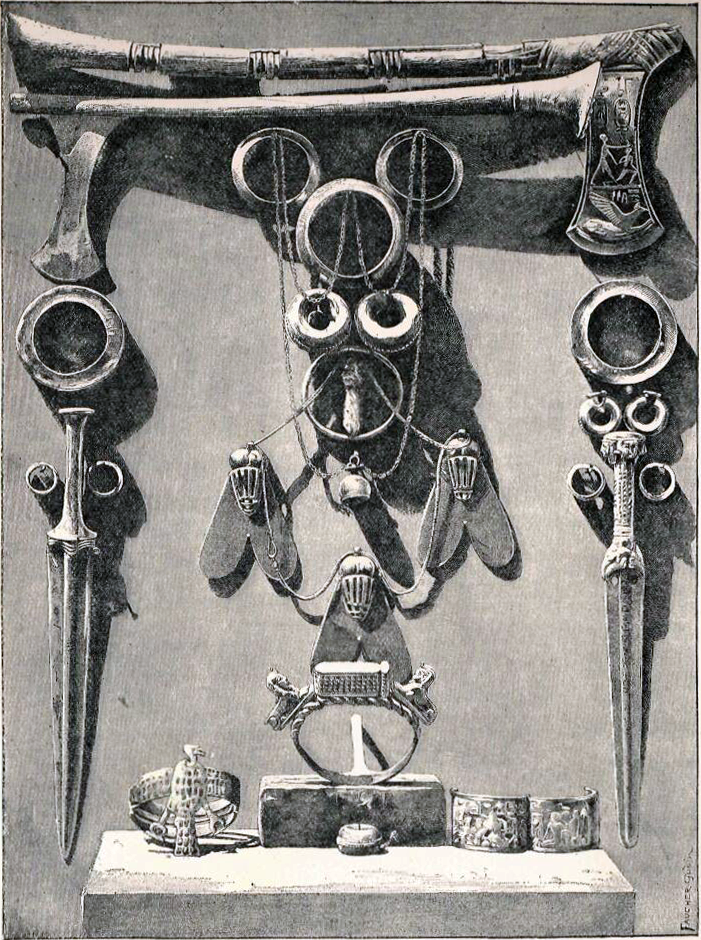
Espólio do sarcófago